# Ucaiáli (região)
Ucaiáli (Ucayali) é uma das 25 regiões do Peru, sua capital é a cidade de Pucallpa.

## Províncias (capital)
1. Atalaya (Atalaya)
2. Coronel Portillo (Pucallpa)
3. Padre Abad (Aguaytía)
4. Purús (Esperanza)